# La Fleur du Lac

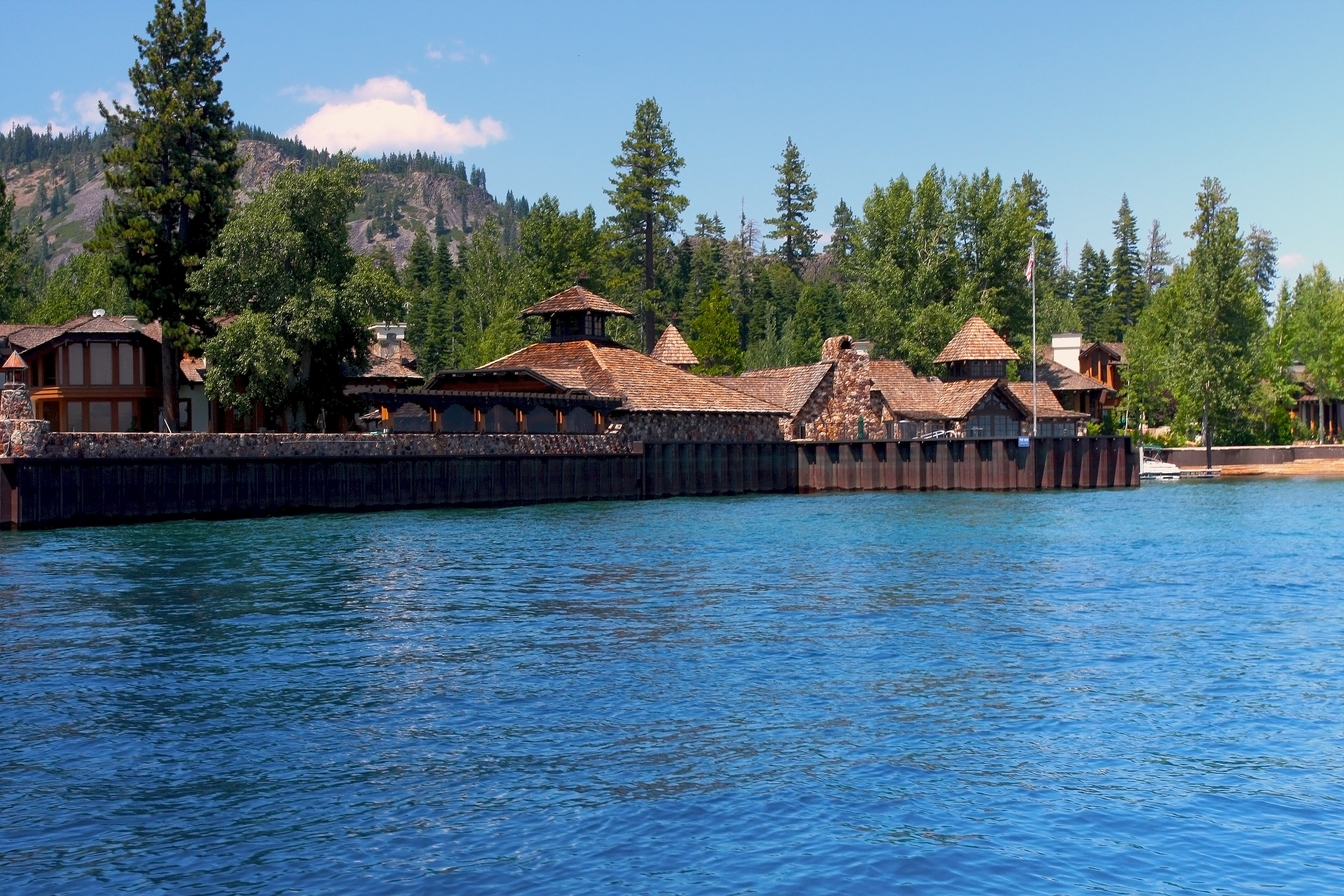
Zicht op de yacht club van Fleur de Lac vanaf Lake Tahoe

La Fleur du Lac of Kaiser Estate is een landgoed in Tahoe Pines, op de westoever van Lake Tahoe, in de Amerikaanse staat Californië.
Het complex werd in 1938 in opdracht van de industrieel Henry J. Kaiser in slechts een maand tijd gebouwd, met het oog op een viering voor de voltooiing van de Hooverdam. Het bestond uit 17 woningen en verschillende andere gebouwen en werd bewoond door Kaisers familie en enkele andere industriëlen. Het kreeg de bijnaam Fleur du Lac, naar het gelijknamige watervliegtuig van Kaiser.
Na het overlijden van Kaiser in 1967 werd het landgoed voor verschillende doeleinden gebruikt, inclusief als privéschool. In 1973 werden op het Kaiser-landgoed opnames gemaakt voor de speelfilm The Godfather Part II (1974). Het communiefeest van Michael Corleones zoon en de moord van Fredo Corleone spelen zich in het verhaal af op het landgoed van de Corleones op de oostelijke oever van Lake Tahoe.
In de jaren 80 werd het complex ingrijpend veranderd. Veel gebouwen werden gesloopt en in de plaats werden 22 nieuwe luxeverblijven gebouwd. Enkele oorspronkelijke gebouwen, zoals het botenhuis en de yacht club, zijn bewaard gebleven of uitgebreid.
La Fleur Du Lac Estates is niet publiek toegankelijk.